# صعب المراس (مسلسل)
صعب المراس (الإسبانية: Ingobernable) مسلسل دراما سياسية وجريمة مكسيكي، إعداد إبيمينيو إبارا، ناتاشا إيبارا كلور، فيرونيكا فيلاسكو وإنتاج شركة آرغوس للإنتاج التلفزيوني، توفر للعرض حسب الطلب على نتفليكس في 24 مارس، 2017، وتكون موسمه الأول من 15 حلقة.

## الممثلين والشخصيات
- كيت ديل كاستيو بدور السيدة الأول زوجة رئيس المكسيك السابق

## وصلات خارجية
- الموقع الرسمي
- صعب المراس على موقع IMDb (الإنجليزية)
- صعب المراس على موقع روتن توميتوز (الإنجليزية)
- صعب المراس على موقع نتفليكس (الإنجليزية)
- صعب المراس على موقع فيلمافينيتي (الإسبانية)
- صعب المراس على موقع كينوبويسك (الروسية)
- صعب المراس على موقع ألو سيني (الفرنسية)
- صعب المراس على موقع قاعدة بيانات الفيلم (الإنجليزية)